# Monnina cuneata
Monnina cuneata là một loài thực vật có hoa trong họ Polygalaceae. Loài này được A. St.-Hil. mô tả khoa học đầu tiên năm 1828.